# Registrerad förening
Registrerad förening, rf, (finska: rekisteröity yhdistys, ry, nordsamiska: registrerejuvvon searvi, rs) är en förening som registrerats i föreningsregistret vid Patent- och registerstyrelsen i Finland. Registrerade föreningar är en typ av ideella organisationer, motsvarande vad som i Sverige heter ideell förening, men i Sverige finns inget register över sådana föreningar. Registrering är inte obligatorisk, men krävs för att föreningen ska bli en juridisk person. Medlemmarna i en registrerad förening svarar inte personligen för föreningens förpliktelser.
Vid registreringen av en förening granskas föreningens stadgar. Eventuella brister måste rättas innan föreningen kan registreras. I stadgarna måste finnas bestämmelser om språk, hemort, syfte och verksamhetsformer, medlemsavgifter, styrelse, bokslut, revision och föreningsmöte samt hur föreningens medel skall användas om föreningen upplöses.
Föreningar kan ha såväl person- som samfundsmedlemmar. Föreningslagen stadgar till vissa delar om vilka frågor som skall beslutas av styrelse och vilka av föreningsmöte, men föreningsmötets befogenheter kan i stadgarna helt eller delvis ges till ett fullmäktige. Enskilda frågor, såsom val av fullmäktige, kan i en del föreningar skötas genom poströstning eller omröstningstillfällen, om så bestäms i stadgarna. Normalt har varje medlem som fyllt 15 år en röst vid föreningsmötet. Styrelsen skall ha minst tre medlemmar, varav ordföranden måste vara myndig, övriga minst 15 år.
Bestämmelser om registrerade såväl som oregistrerade föreningar finns i Föreningslag 26.5.1989/503. Bestämmelserna används också till tillämpliga delar i en del andra samfund.

## Webblänkar
- Föreningsregistret (PRH)